# 西井光治
西井 光治（にしい こうじ、1956年 - ）は、日本の知的財産戦略・知的財産学者。弁理士。工学修士（大阪大学）。大阪工業大学知的財産学部教授。日本知的財産協会国際委員会元副委員長。大阪府知的財産戦略2009/2010指針改定委員。
専門は、知的財産戦略（特にブランド戦略、権利化戦略）・知的財産(IP)マネジメント（特に産業財産権）。

## 略歴
1956年大阪府生まれ。大阪大学工学部冶金工学科卒業。1981年同大学大学院工学研究科修士課程修了。ダイキン工業特許部にて、特許申請の一連の業務に従事。1983年弁理士登録。2003年同社法務・知的財産部部長、2012年法務・コンプライアンス・知財センター部長などを歴任し、知的財産戦略および知的財産(IP)マネジメントに携わる。2017年より大阪工業大学知的財産学部教授。
主な所属学会は、日本知財学会、日本知的財産協会、日本弁理士会、日本ライセンス協会、技術情報協会など。主な著書は、特許の棚卸しと権利化戦略（共著、技術情報協会、学術書）。
知的財産戦略・知的財産(IP)マネジメントの対外啓蒙活動として、工業所有権情報・研修館(INPIT)主催「国際知的財産活用フォーラム2014」でのゲストスピーカー（テーマ：グローバル知財マネジメント人財像を考える）や、経済産業省近畿経済産業局主催「近畿知財塾」2017（テーマ：海外展開時における知財強化のポイント、海外開発拠点における知財マネジメント、中国での模倣対策、巧妙なブランド模倣への対応例など）でコーディネータを務めている。